# 杉本正美
杉本 正美（すぎもと まさみ、1936年 - ）は、日本の環境デザイナー・造園学者。農学博士。専門は、ランドスケープデザイン・景観計画・緑地計画。九州大学名誉教授。旧九州芸術工科大学名誉教授。神戸芸術工科大学名誉教授。同大学では環境デザイン学科主任／大学院も担当した。宗像市史跡保存管理推進委員会委員、神戸市公園緑地審議会委員。滋賀県出身。

## 略歴
大阪府立大学農学部園芸学科卒業、同大学大学院修士課程を中退し、以降はカナダ・レスブリッジ市役所勤務を経て1972年（昭和47年）大阪府立大学農学部助教授。1983年（昭和58年）九州芸術工科大学芸術工学部（現九州大学芸術工学部）/九州大学大学院芸術工学研究院教授。カリフォルニア大学バークレー校客員研究員を経て、2000年（平成12年）神戸芸術工科大学環境デザイン学部教授。以降現在に至る。諏訪山公園ビーナステラス 愛の鍵モニュメント、到津の森公園、鴻臚館跡整備（福岡市）、都市計画道路城内線西の御門橋周辺整備、福岡県水城跡整備事業、日加友好日本庭園作庭
などにも関わる。
平成4年度公益社団法人日本造園学会 関西支部長。平成19年度日本造園学会上原敬二賞受賞。
平成27年11月瑞宝中綬章受章。